# Calle Rivadavia (Tucumán)
La Calle Bernardino Rivadavia es una calle de San Miguel de Tucumán, Tucumán, Argentina. Se extiende desde la avenida 24 de septiembre y Las Heras, hasta la calle Hernández de El Colmenar, al tener un tramo en Las Talitas. Lleva el nombre de Bernardino Rivadavia, quien fuera en 1826 electo como el primer presidente de las Provincias Unidas del Río de la Plata. Entre avenida Sarmiento y 24 de septiembre la arteria vehicular se llama Calle Virgen de la Merced.

## Historia
La calle fue creada con el trazado original de la ciudad en 1685, siendo extendida hacia el norte tras el ensanche de 18,30 metros de ancho de las calles de la ciudad en la intendencia de José Padilla en 1887. Durante los siglos XIX y XX se construyeron diversos edificios emblemáticos, como el viejo edificio de la legislatura provincial, la Escuela Sarmiento, la Casa Ramón Paz Posse (actual sede del Siprosa), el Colegio del Huerto, entre otros. Asimismo circularon por ella distintas líneas de tranvía y trolebuses.
El 27 de septiembre de 1902, en una casa ubicada en la calle, se fundó el Club Atlético Tucumán.
En 1988 la calle Rivadavia, junto a otras calles del centro tucumano, cambió de sentido por razones de mayor fluidez en la circulación vehicular al pasar a tener sentido norte-sur. En 2012, el tramo de la calle entre avenida Sarmiento y 24 de septiembre cambió su denominación a Virgen de la Merced, para homenajear al bicentenario de la Batalla de Tucumán. Este cambio de nombre conllevó muchas quejas de políticos opositores al gobierno del intendente Amaya y vecinos de la zona.

## Sitios de Interés
A lo largo de esta calle se desarrollan varios lugares de interés y emblemáticos:
- Iglesia de la Merced
- Escuela y Liceo Vocacional Sarmiento (UNT)
- Hotel República
- Instituto Argentino-Árabe
- Instituto Técnico Privado Ingeniero Anacleto Tobar F-77
- Sede Partido Justicialista Distrito Tucumán
- Sede Sistema Provincial de Salud (Siprosa)
- Colegio de Arquitectos de Tucumán
- Colegio Nuestra Señora del Huerto
- Escuela Secundaria Fray Luis Zavaleta
- Instituto San Carlos
- Escuela José Mármol
- Sanatorio Rivadavia
- Centro Privado de Cardiología
- Facultad Regional Tucumán
- Escuela Lucas Córdoba
- Fabrica de Jabones La Mariposa
- Escuela Especial Dra. Carolina Tobar García